# Primera División 2007 (Chili)
De Primera División (Chili) 2007 was de 76ste editie van de strijd om de landstitel in de hoogste afdeling van het Chileense profvoetbal, de Primera División.
De competitie was opgedeeld in twee speelhelften: het openingstoernooi (Torneo Apertura 2007 "Copa Banco Estado" van 27 januari tot en met 19 juli, inclusief play-offs) en het sluitingstoernooi (Torneo Clausura 2007 "Copa Banco Estado" van 21 juli tot en met 23 december). Alleen de tweede seizoenshelft werd ditmaal afgesloten met een nacompetitie in de vorm van play-offs, en als inzet de landstitel.
Voorafgaand aan het voorgaande seizoen had Deportes Concepción zich teruggetrokken wegens financiële problemen, waardoor de competitie niet twintig maar negentien deelnemende clubteams telde. De club kwam het gehele seizoen niet in actie en degradeerde aan het einde van de competitie. Tegen die beslissing van de Chileense voetbalbond ging Deportes Concepción met succes in beroep; de club mocht van de rechter meedoen aan de voetbaljaargang 2007 in de hoogste divisie, met als gevolg dat de competitie ditmaal 21 deelnemende clubteams telde in plaats van de beoogde twintig.
Santiago Wanderers kreeg drie punten in mindering gebracht, omdat de club de eigen spelers niet op tijd had betaald in november 2006. Nieuwkomers waren Ñublense, Deportes Melipilla en Lota Schwager.

## Torneo Apertura

### Eindstand
|    | Club                      | WG | W  | G | V  | DV | DT | +/− | Punten | Opmerking |
| -- | ------------------------- | -- | -- | - | -- | -- | -- | --- | ------ | --------- |
| 1  | Colo-Colo                 | 20 | 14 | 5 | 1  | 47 | 16 | +31 | 47     | play-offs |
| 2  | Universidad Católica      | 20 | 14 | 4 | 2  | 36 | 14 | +22 | 46     | play-offs |
| 3  | Audax Italiano            | 20 | 13 | 5 | 2  | 39 | 20 | +19 | 44     | play-offs |
| 4  | Huachipato                | 20 | 12 | 4 | 4  | 35 | 21 | +14 | 40     | play-offs |
| 5  | Cobreloa                  | 20 | 10 | 5 | 5  | 44 | 23 | +21 | 35     |           |
| 6  | Cobresal                  | 20 | 9  | 5 | 6  | 31 | 21 | +10 | 32     |           |
| 7  | Ñublense                  | 20 | 8  | 8 | 4  | 31 | 31 | 0   | 32     |           |
| 8  | Unión Española            | 20 | 8  | 4 | 8  | 29 | 25 | +4  | 28     |           |
| 9  | Deportes Melipilla        | 20 | 8  | 4 | 8  | 35 | 34 | +1  | 28     |           |
| 10 | O'Higgins                 | 20 | 8  | 3 | 9  | 30 | 38 | –8  | 27     |           |
| 11 | Deportes La Serena        | 20 | 7  | 5 | 8  | 31 | 30 | +1  | 26     |           |
| 12 | Everton                   | 20 | 6  | 8 | 6  | 24 | 27 | –3  | 26     |           |
| 13 | Universidad de Chile      | 20 | 6  | 7 | 7  | 20 | 21 | –1  | 25     |           |
| 14 | Palestino                 | 20 | 5  | 8 | 7  | 27 | 30 | –3  | 23     |           |
| 15 | Deportes Concepción       | 20 | 6  | 5 | 9  | 20 | 34 | –14 | 23     |           |
| 16 | Antofagasta               | 20 | 5  | 7 | 8  | 24 | 34 | –10 | 22     |           |
| 17 | Universidad de Concepción | 20 | 4  | 5 | 11 | 25 | 33 | –8  | 17     |           |
| 18 | Puerto Montt              | 20 | 4  | 2 | 14 | 19 | 40 | –21 | 14     |           |
| 19 | Coquimbo Unido            | 20 | 4  | 2 | 14 | 18 | 40 | –22 | 14     |           |
| 20 | Santiago Wanderers        | 20 | 4  | 4 | 12 | 24 | 33 | –9  | 13     | –3 punten |
| 21 | Lota Schwager             | 20 | 2  | 6 | 12 | 28 | 52 | –24 | 12     |           |

### Play-offs
De nummers één tot en met vier speelden een play-off ("Liguilla Pre-Copa Sudamericana"), met als inzet twee plekken in de Copa Sudamericana 2007.
|         |                      |                                                                      |                |  |
| 18 juli | Universidad Católica | 0 – 3                                                                | Audax Italiano |  |
| 18 juli |                      | 12' (pen.) Carlos Villanueva 32' Leonardo Medina 62' Fabián Orellana |                |  |

|         |                                          |       |                   |  |
| 19 juli | Colo-Colo                                | 2 – 1 | Huachipato        |  |
| 19 juli | Giovanni Hernández 11' Miguel Aceval 87' |       | 8' Jaime González |  |

### Topscorers
|   | Naam               | Club                 | Goals | Duels |
| - | ------------------ | -------------------- | ----- | ----- |
| 1 | Humberto Suazo     | Colo-Colo            | 18    | —     |
| 2 | José Luis Díaz     | Cobreloa             | 16    | —     |
| 3 | Lucas Barrios      | Cobreloa             | 14    | —     |
| 4 | César Antonio Díaz | Cobresal             | 11    | —     |
| 4 | Luis Núñez         | Universidad Católica | 11    | —     |
| 4 | Gustavo Canales    | Deportes La Serena   | 11    | —     |
| 7 | Esteban Fuertes    | Universidad Católica | 10    | —     |
| 7 | Julio Gutiérrez    | Unión Española       | 10    | —     |
| 9 | Leonardo Medina    | Audax Italiano       | 9     | —     |

### Kampioen
| Primera División 2007 (Torneo Apertua) |
| -------------------------------------- |
| Colo-Colo 26ste titel                  |

## Torneo Clausura

### Eindstanden
|   | GROEP 1            | WG | W  | G | V  | DV | DT | +/− | Punten | Opmerking |
| - | ------------------ | -- | -- | - | -- | -- | -- | --- | ------ | --------- |
| 1 | Colo-Colo          | 20 | 11 | 6 | 3  | 40 | 21 | +19 | 39     | play-offs |
| 2 | Cobresal           | 20 | 8  | 8 | 4  | 31 | 23 | +8  | 32     | play-offs |
| 3 | Palestino          | 20 | 7  | 5 | 8  | 27 | 23 | +4  | 26     |           |
| 4 | Deportes La Serena | 20 | 6  | 4 | 10 | 25 | 33 | –8  | 22     |           |
| 5 | Santiago Wanderers | 20 | 4  | 5 | 11 | 15 | 43 | –28 | 17     |           |

|   | GROEP 2                   | WG | W  | G | V  | DV | DT | +/− | Punten | Opmerking |
| - | ------------------------- | -- | -- | - | -- | -- | -- | --- | ------ | --------- |
| 1 | Universidad de Concepción | 20 | 9  | 8 | 3  | 30 | 19 | +11 | 35     | play-offs |
| 2 | Universidad Católica      | 20 | 10 | 4 | 6  | 33 | 21 | +12 | 34     | play-offs |
| 3 | Deportes Melipilla        | 20 | 7  | 6 | 7  | 32 | 34 | –2  | 27     |           |
| 4 | Deportes Concepción       | 20 | 7  | 4 | 9  | 32 | 41 | –9  | 25     |           |
| 5 | Unión Española            | 20 | 4  | 5 | 11 | 26 | 36 | –10 | 17     |           |

|   | GROEP 3              | WG | W  | G | V  | DV | DT | +/− | Punten | Opmerking |
| - | -------------------- | -- | -- | - | -- | -- | -- | --- | ------ | --------- |
| 1 | Audax Italiano       | 20 | 14 | 5 | 1  | 47 | 20 | +27 | 47     | play-offs |
| 2 | Universidad de Chile | 20 | 13 | 6 | 1  | 42 | 21 | +21 | 45     | play-offs |
| 3 | Cobreloa             | 20 | 8  | 7 | 5  | 35 | 29 | +6  | 31     | voorronde |
| 4 | Puerto Montt         | 20 | 5  | 6 | 9  | 18 | 22 | –4  | 21     |           |
| 5 | Everton              | 20 | 3  | 4 | 13 | 20 | 36 | –16 | 13     |           |

|   | GROEP 4        | WG | W | G | V  | DV | DT | +/− | Punten | Opmerking |
| - | -------------- | -- | - | - | -- | -- | -- | --- | ------ | --------- |
| 1 | O'Higgins      | 20 | 9 | 7 | 4  | 28 | 23 | +5  | 34     | play-offs |
| 2 | Ñublense       | 20 | 7 | 5 | 8  | 32 | 38 | –6  | 26     | voorronde |
| 3 | Antofagasta    | 20 | 6 | 7 | 7  | 22 | 21 | +1  | 25     |           |
| 4 | Huachipato     | 20 | 7 | 4 | 9  | 30 | 36 | –6  | 25     |           |
| 5 | Lota Schwager  | 20 | 4 | 7 | 9  | 22 | 28 | –6  | 19     |           |
| 6 | Coquimbo Unido | 20 | 4 | 1 | 15 | 18 | 37 | –19 | 13     |           |

### Play-offs

#### Voorronde
|             |                                                           |       |                           |  |
| 28 november | Cobreloa                                                  | 3 – 1 | Ñublense                  |  |
| 28 november | Esteban Paredes 34' Rodrigo Raín 60' Junior Fernández 64' |       | 28' (pen.) Néstor Zanatta |  |

#### Hoofdschema
|  | Kwartfinale | Kwartfinale               | Kwartfinale          | Kwartfinale | Kwartfinale |   |                           | Halve finale | Halve finale | Halve finale | Halve finale | Halve finale |  |  | Finale | Finale                    | Finale | Finale | Finale |
|  |             |                           |                      |             |             |   |                           |              |              |              |              |              |  |  |        |                           |        |        |        |
|  |             | Universidad Católica      | 5                    | 0           | 5           |   |                           |              |              |              |              |              |  |  |        |                           |        |        |        |
|  |             | Universidad de Concepción | 3                    | 2           | 5           |   |                           |              |              |              |              |              |  |  |        |                           |        |        |        |
|  |             | Universidad de Concepción | 3                    | 2           | 5           |   | Universidad de Concepción | 2            | 3            | 5            |              |              |  |  |        |                           |        |        |        |
|  |             |                           |                      |             |             |   | Universidad de Concepción | 2            | 3            | 5            |              |              |  |  |        |                           |        |        |        |
|  |             |                           | Audax Italiano       | 3           | 1           | 4 |                           |              |              |              |              |              |  |  |        |                           |        |        |        |
|  |             | Cobreloa                  | Audax Italiano       | 3           | 1           | 4 | 2                         | 0            | 2            |              |              |              |  |  |        |                           |        |        |        |
|  |             | Cobreloa                  |                      |             |             |   | 2                         | 0            | 2            |              |              |              |  |  |        |                           |        |        |        |
|  |             | Audax Italiano            | 2                    | 1           | 3           |   |                           |              |              |              |              |              |  |  |        |                           |        |        |        |
|  |             |                           |                      |             |             |   |                           |              |              |              |              |              |  |  |        | Universidad de Concepción | 0      | 0      | 0      |
|  |             |                           |                      | Colo-Colo   | 1           | 3 | 4                         |              |              |              |              |              |  |  |        |                           |        |        |        |
|  |             | O'Higgins                 | 0                    | 1           | 1           |   |                           |              |              |              |              |              |  |  |        |                           |        |        |        |
|  |             | Colo-Colo                 | 5                    | 1           | 6           |   |                           |              |              |              |              |              |  |  |        |                           |        |        |        |
|  |             | Colo-Colo                 | 5                    | 1           | 6           |   | Colo-Colo                 | 2            | 1            | 3            |              |              |  |  |        |                           |        |        |        |
|  |             |                           |                      |             |             |   | Colo-Colo                 | 2            | 1            | 3            |              |              |  |  |        |                           |        |        |        |
|  |             |                           | Universidad de Chile | 0           | 0           | 0 |                           |              |              |              |              |              |  |  |        |                           |        |        |        |
|  |             | Cobresal                  | Universidad de Chile | 0           | 0           | 0 | 2                         | 1            | 3            |              |              |              |  |  |        |                           |        |        |        |
|  |             | Cobresal                  |                      |             |             |   | 2                         | 1            | 3            |              |              |              |  |  |        |                           |        |        |        |
|  |             | Universidad de Chile      | 4                    | 2           | 6           |   |                           |              |              |              |              |              |  |  |        |                           |        |        |        |

#### Kwartfinale
|                        |                                        |       |                                                                         |  |
| 1 december Eerste duel | Cobresal                               | 2 – 4 | Universidad de Chile                                                    |  |
| 1 december Eerste duel | Charles Aránguiz 2' Gabriel Vargas 10' |       | 38' Waldo Ponce 45+2' Marcelo Salas 49' Sebastián Pinto 84' Ángel Rojas |  |

|                        |                                              |       |                    |  |
| 9 december Tweede duel | Universidad de Chile                         | 2 – 1 | Cobresal           |  |
| 9 december Tweede duel | Emilio Hernández 41' Víctor Oyarzún 73' (og) |       | 16' Víctor Oyarzún |  |

|                        |           | |           |  |
| 2 december Eerste duel | O'Higgins | 0 – 5 | Colo-Colo |  |
| 2 december Eerste duel |           | 50' Gonzalo Fierro 65' Arturo Sanhueza 67' Claudio Bieler 78' Claudio Bieler 83' (pen.) Giovanni Hernández |           |  |

|                        |                   |       |                |  |
| 8 december Tweede duel | Colo-Colo         | 1 – 1 | O'Higgins      |  |
| 8 december Tweede duel | Eduardo Rubio 10' |       | 34' Hans Gómez |  |

|                        |                                       |       |                                        |  |
| 2 december Eerste duel | Cobreloa                              | 2 – 2 | Audax Italiano                         |  |
| 2 december Eerste duel | Cristián Canio 2' Esteban Paredes 13' |       | 82' Leonardo Medina 90+2' Braulio Leal |  |

|                        |                     |       |          |  |
| 8 december Tweede duel | Audax Italiano      | 1 – 0 | Cobreloa |  |
| 8 december Tweede duel | Leonardo Medina 26' |       |          |  |

|                        |                                                                                               |       |                                                                   |  |
| 2 december Eerste duel | Universidad Católica                                                                          | 5 – 3 | Universidad de Concepción                                         |  |
| 2 december Eerste duel | Esteban Fuertes 18' Héctor Tapia 20' Rodrigo Toloza 33' Esteban Fuertes 55' Nicolás Núñez 73' |       | 20' Ricardo Parada 43' (pen.) Emanuel Reinoso 45' Emanuel Reinoso |  |

|                        |                                             |       |                      |  |
| 8 december Tweede duel | Universidad de Concepción                   | 2 – 0 | Universidad Católica |  |
| 8 december Tweede duel | Gustavo Lorenzetti 63' Fernando Solís 90+3' |       |                      |  |

#### Halve finale
|                         |                                             |       |                                                                |  |
| 12 december Eerste duel | Universidad de Concepción                   | 2 – 3 | Audax Italiano                                                 |  |
| 12 december Eerste duel | Ricardo Parada 9' Cristián Reynero 82' (og) |       | 8' Carlos Villanueva 23' Carlos Villanueva 46' Leonardo Medina |  |

|                         |                       |       |                                                            |  |
| 15 december Tweede duel | Audax Italiano        | 1 – 3 | Universidad de Concepción                                  |  |
| 15 december Tweede duel | Carlos Villanueva 10' |       | 32' Mauricio Aros 66' Mauricio Aros 89' Gustavo Lorenzetti |  |

|                         |                                      |       |                      |  |
| 13 december Eerste duel | Colo-Colo                            | 2 – 0 | Universidad de Chile |  |
| 13 december Eerste duel | Gonzalo Fierro 14' Eduardo Rubio 21' |       |                      |  |

|                         |                      |                        |           |  |
| 16 december Tweede duel | Universidad de Chile | 0 – 1                  | Colo-Colo |  |
| 16 december Tweede duel |                      | 52' Gustavo Biscayzacú |           |  |

#### Finale
|                         |                           |                        |           |                                                                               |
| 20 december Eerste duel | Universidad de Concepción | 0 – 1                  | Colo-Colo | Estadio Municipal, Concepción Toeschouwers: 32.500 Scheidsrechter: Pablo Pozo |
| 20 december Eerste duel |                           | 48' Gustavo Bizcayzacú |           | Estadio Municipal, Concepción Toeschouwers: 32.500 Scheidsrechter: Pablo Pozo |

|                         |                                                              |       |                           |                                                                                        |
| 23 december Tweede duel | Colo-Colo                                                    | 3 – 0 | Universidad de Concepción | Monumental David Arellano, Santiago Toeschouwers: 45.000 Scheidsrechter: Enrique Osses |
| 23 december Tweede duel | Gonzalo Fierro 18' Gustavo Bizcayzacú 87' Claudio Bieler 90' |       |                           | Monumental David Arellano, Santiago Toeschouwers: 45.000 Scheidsrechter: Enrique Osses |

### Topscorers
|   | Naam              | Club                 | Goals | Duels |
| - | ----------------- | -------------------- | ----- | ----- |
| 1 | Carlos Villanueva | Audax Italiano       | 20    | —     |
| 2 | Cristián Canío    | Cobreloa             | 13    | —     |
| 2 | Pedro Morales     | Universidad de Chile | 13    | 22    |
| 2 | Manuel Villalobos | Ñublense             | 13    | —     |
| 5 | Gabriel Vargas    | Cobresal             | 12    | —     |
| 6 | Gonzalo Fierro    | Colo-Colo            | 11    | —     |
| 6 | Esteban Fuertes   | Universidad Católica | 11    | —     |
| 8 | Jaime Riveros     | Huachipato           | 10    | —     |

### Kampioen
| Primera División 2007 (Torneo Clausura) |
| --------------------------------------- |
| Colo-Colo 27ste titel                   |

## Promotie/degradatie
Op basis van de gecombineerde eindrangschikking (Apertura en Clausura) degradeerden Lota Schwager, Santiago Wanderers en Coquimbo Unido rechtstreeks naar de Segunda División. De nummer achttien, Puerto Montt, streed met de nummers drie en vier uit de Segunda División, respectievelijk Santiago Morning en Deportes Copiapó, om één plaats in de hoogste divisie voor het seizoen 2008. Provincial Osorno en Club Social de Deportes Rangers promoveerden rechtstreeks als de nummers één en twee van de eindrangschikking in de Segunda División.

### Play-offs
|            |                  |       |                  |  |
| 2 december | Deportes Copiapó | 0 – 0 | Santiago Morning |  |
| 2 december |                  |       |                  |  |

|            |                  |       |              |  |
| 5 december | Santiago Morning | 3 – 1 | Puerto Montt |  |
| 5 december |                  |       |              |  |

|            |              |       |                  |  |
| 9 december | Puerto Montt | 3 – 2 | Deportes Copiapó |  |
| 9 december |              |       |                  |  |

|             |                  |       |                  |  |
| 12 december | Santiago Morning | 1 – 0 | Deportes Copiapó |  |
| 12 december |                  |       |                  |  |

|             |              |       |                  |  |
| 16 december | Puerto Montt | 2 – 0 | Santiago Morning |  |
| 16 december |              |       |                  |  |

|             |                  |       |              |  |
| 19 december | Deportes Copiapó | 4 – 3 | Puerto Montt |  |
| 19 december |                  |       |              |  |

### Eindstand
|   | Promotie/degradatie | WG | W | G | V | DV | DT | +/− | Punten | Opmerking    |
| - | ------------------- | -- | - | - | - | -- | -- | --- | ------ | ------------ |
| 1 | Santiago Morning    | 4  | 2 | 1 | 1 | 4  | 3  | +1  | 7      | gepromoveerd |
| 2 | Puerto Montt        | 4  | 2 | 0 | 2 | 9  | 9  | 0   | 6      | gedegradeerd |
| 3 | Deportes Copiapó    | 4  | 1 | 1 | 2 | 6  | 7  | –1  | 4      |              |

1933 · 1934 · 1935 · 1936 · 1937 · 1938 · 1939 · 1940 · 1941 · 1942 · 1943 · 1944 · 1945 · 1946 · 1947 · 1948 · 1949 · 1950 · 1951 · 1952 · 1953 · 1954 · 1955 · 1956 · 1957 · 1958 · 1959 · 1960 · 1961 · 1962 · 1963 · 1964 · 1965 · 1966 · 1967 · 1968 · 1969 · 1970 · 1971 · 1972 · 1973 · 1974 · 1975 · 1976 · 1977 · 1978 · 1979 · 1980 · 1981 · 1982 · 1983 · 1984 · 1985 · 1986 · 1987 · 1988 · 1989 · 1990 · 1991 · 1992 · 1993 · 1994 · 1995 · 1996 · 1997 · 1998 · 1999 · 2000 · 2001 · 2002 · 2003 ·  2004 · 2005 · 2006 · 2007 · 2008 · 2009 · 2010 · 2011 · 2012 · 2013 · 2014 · 2015 · 2016 · 2017 · 2018 · 2019 · 2020 · 2021